# Seitenlinienorgan

Lage des Seitenlinienorgans (rote Linien) bei einem Hai

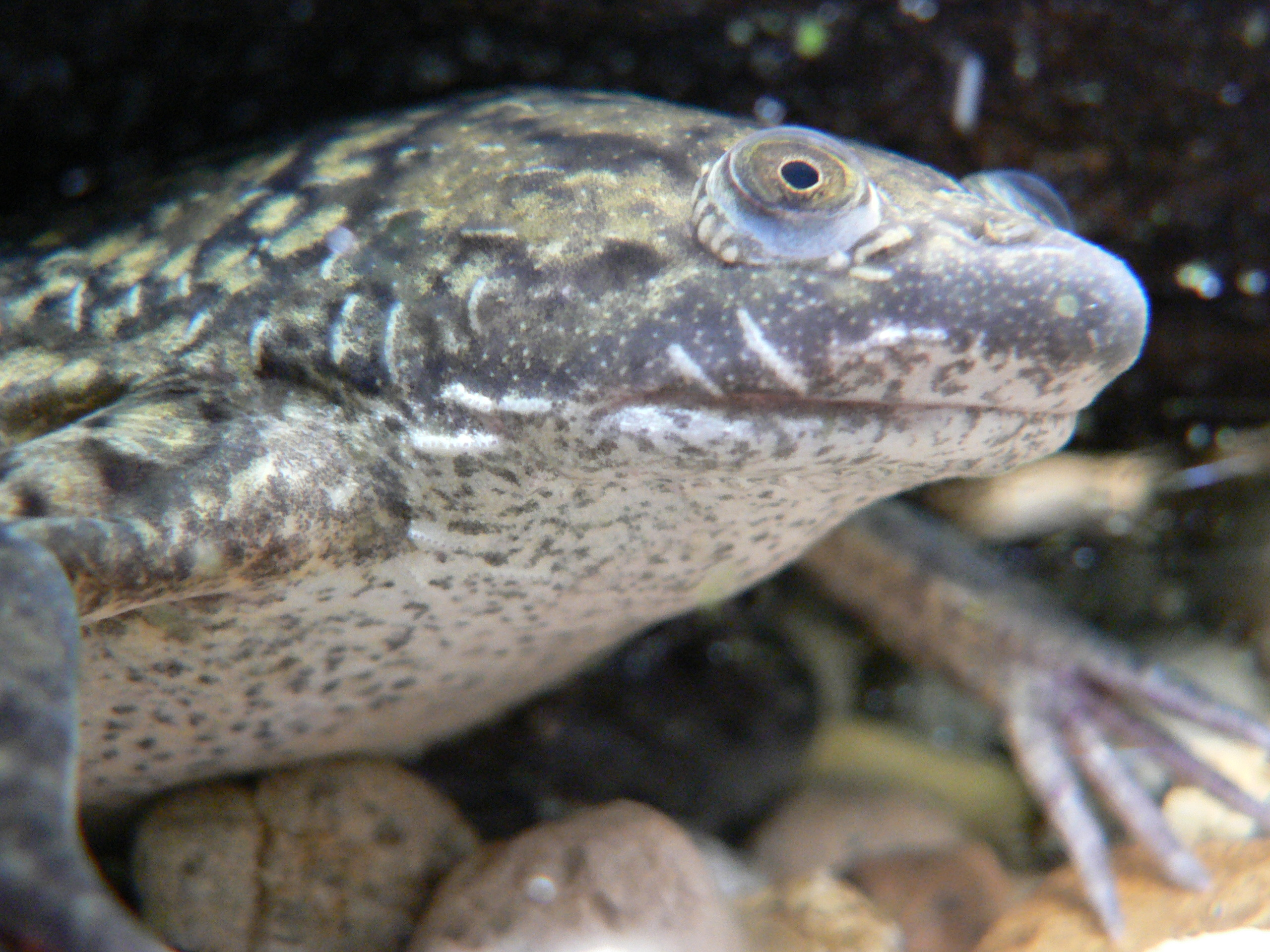
Glatter Krallenfrosch (Xenopus laevis) mit Seitenlinienorgan, sichtbar an den länglichen, weißen Hautpapillen

Seitenlinienorgane sind Hautsinnesorgane bei „niederen Wirbeltieren“ (Anamnia) und dienen der Exterozeption (Außenwahrnehmung) im Wasser. Nahezu alle Fische sowie die dauerhaft im Wasser lebenden Amphibien (beispielsweise Krallenfrösche oder Olme), Amphibienlarven und Schwanzlurche während des Wasseraufenthalts verfügen über Seitenlinienorgane. Bei Amnioten (Reptilien, Säugetiere, Vögel) fehlen sie stets. Die Sinneszellen sind zu hunderten bis tausenden entlang der Körperlänge und in mehreren Linien auf dem Kopf angelegt (ursprünglich nur hier). Bei vielen Fischen sind sie als eine Linie von Poren an den Körperlängsseiten (= Laterallinie) erkennbar, daher kommt der Name. Die durch das Seitenlinienorgan vermittelte Wahrnehmung ist auch als Ferntastsinn bekannt. Adäquate Reize sind Druckwellen, die in einem Röhren-System entstehen, wenn ein anderer Fisch oder ähnliches vorbeischwimmt.

## Aufbauprinzipien
Es gibt unterschiedliche Aufbauprinzipien für Seitenlinienorgane, darunter die Lorenzini-Ampullen und die Neuromasten.
Bei Lorenzini-Ampullen handelt es sich um gallertgefüllte Kanäle, die tief in die Haut eindringen und an deren Enden Nervenzellen zum Teil in die Ampullen hineinwachsen. Die Ampullen können außer Druck auch Kälte sowie chemische und elektrische Reize empfangen. Adäquate Reize sind schwache Ströme, die etwa bei der Muskelaktivität von Beutetieren entstehen.
Die Neuromastzellen bestehen aus Haarzellen, die ein oder mehrere unbewegliche Cilien besitzen. Dabei handelt es sich um fingerförmige Gebilde, die von Gallerte (der Cupula) umhüllt sind und ins freie Wasser ragen. Der vom Wasser abgewandten Seite der Haarzellen sind Nervenzellen angeknüpft, die die Signale aufnehmen, wenn die Zilien durch einen äußeren Reiz gebogen werden.
Während der Evolution hat sich bei einigen Fischen das Seitenlinienorgan zu Elektrorezeptoren umgewandelt. Diese werden teilweise zur geomagnetischen Navigation benutzt. Die wandernden Fische können sich so am  Erdmagnetfeld orientieren.

## Mechanismus
An beiden Flanken läuft eine Porenreihe über den Körper. Diese Poren führen in einen Kanal, der sich unmittelbar unter der Haut befindet. In diesen Kanal, der mit einer gallerten Masse ausgefüllt ist, ragen viele Sinneszellen, jeweils ein langes Kinocilium und viele Mikrovilli. Diese werden in Anhäufungen von einer Schutzmembran, der Cupula umgeben. Die Gallertsäule im Kanal kommt durch Wasserdruckwellen in Schwingung, wodurch die Fortsätze der Sinneszellen in bestimmte Richtungen gebogen werden.
Ohne diese Gallertsäule würde Wasser in die Kanäle einströmen und sich darin mit den Strömungsrichtungen verteilen, die nichts mit der Richtung der Wasserdruckwellen zu tun haben. So aber wird die Gallertsäule nach vorne, hinten, oben, unten und gleichzeitig in Richtung zu den Sinneszellen mit unterschiedlicher Intensität gedrückt. Dadurch nimmt der Fisch feinste Strömungsänderungen und Wasserdruckwellen wahr, wie sie ein anschwimmender Feind oder ein Hindernis verursacht (Ferntastsinn).
Schwarmfische wie zum Beispiel Sardinen nutzen das Seitenlinienorgan zum Schutz vor Fressfeinden: Die Fische bilden einen riesigen Schwarm, der sich wie ein einzelner großer Fisch verhält. Jede kleine Bewegungsänderung des Nachbarfisches führt zu einer ebensolchen bei den anderen, da schon kleinste Druckunterschiede gefühlt werden.